# Rudolf Blasius

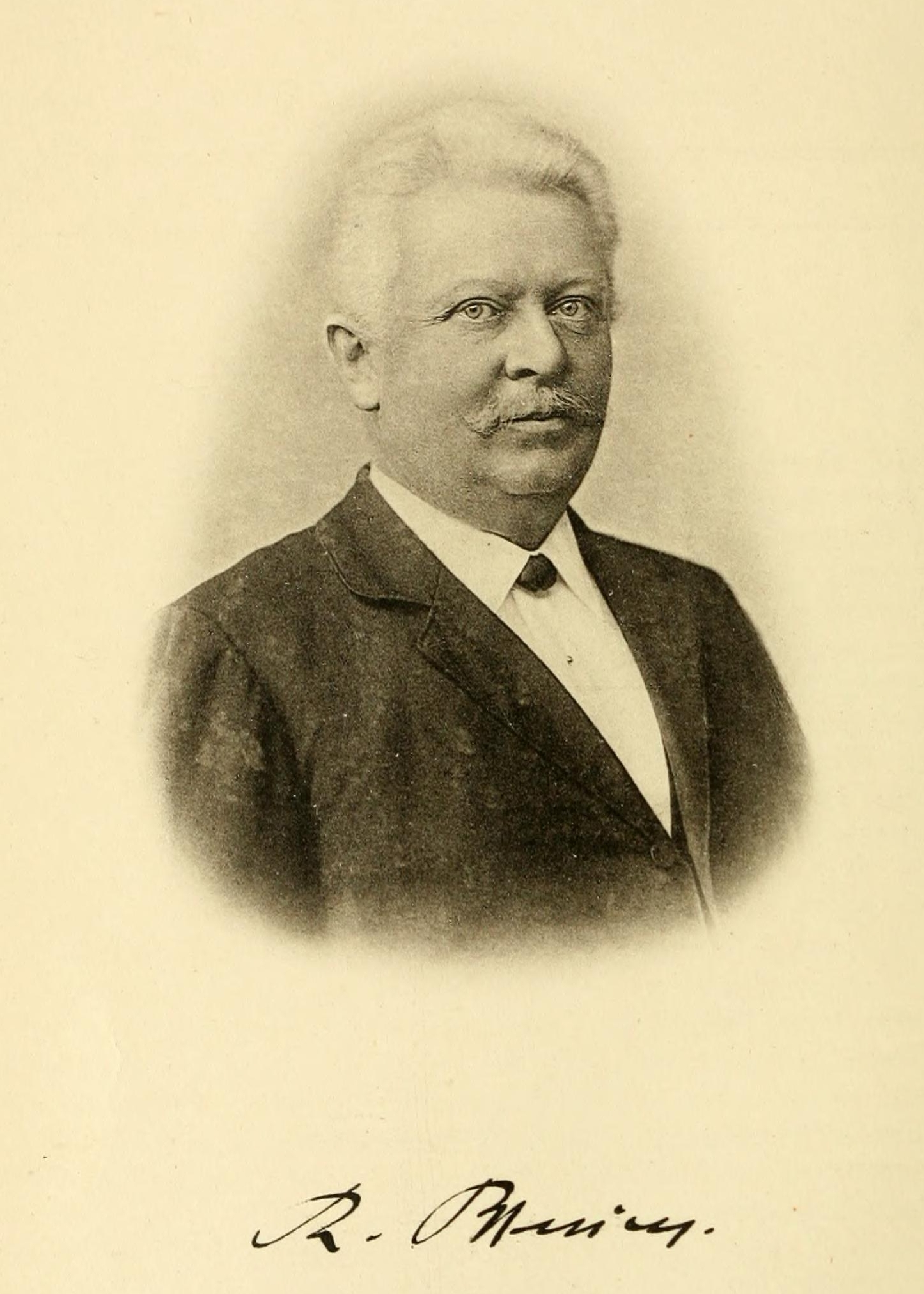
Rudolf Blasius (1842–1907)

Rudolf Heinrich Paul Blasius (* 25. November 1842 in Braunschweig; † 21. September 1907 ebenda) war ein Arzt, Bakteriologe und Ornithologe.

## Leben
Der Vater von Rudolf Blasius war der Professor für Naturgeschichte am Collegium Carolinum und Direktor des Herzoglichen Museums Johann Heinrich Blasius. Seine Mutter Luise, geb. Thiele (1822–1886), stammte aus einer Oberförsterfamilie aus Sophiental im Landkreis Peine in der Gemeinde Wendeburg. In Sophiental bei den Großeltern entwickelte Blasius auch seine Liebe zur Natur. Sein Bruder Wilhelm Blasius war ebenfalls ein begeisterter Ornithologe.
Zusammen mit seinem Vater und seinem Bruder sowie dem Amtsrichter Julius von Rhamm (1842–1926) und dem Oberamtmann Adolph Nehrkorn durchstreifte er mit Vorliebe die heimatlichen Gefilde. Diese Erfahrungen führten auch zu seiner ersten publizierten Schrift im Jahresbericht des Vereins für Naturwissenschaft zu Braunschweig mit dem Titel Die Vogelwelt der Stadt Braunschweig und ihrer nächsten Umgebung.
Nach einigen Semestern am Collegium Carolinum wechselte er für ein Medizinstudium an die Universität Göttingen und Ostern 1864 an die Universität Zürich, kehrte aber Ostern 1865 wieder zurück nach Göttingen. Hier schrieb er an seiner Doktorarbeit, in der er Eier verschiedener Gattungen in Bezug auf ihre mikroskopische Schalenstruktur untersuchte. Am 30. Januar 1866 bestand er sein Examen summa cum laude. Somit war er Doctor medicinae, chirurgiae et artis obstriciae. Es folgten medizinische Einsätze für das Militär. Nach Absolvierung des Militärdienstes setzte er seine medizinische Ausbildung in Wien fort. Im Februar 1867 übernahm er für kurze Zeit eine Assistenzarztstelle in Göttingen. Schon im April des gleichen Jahres wurde er Assistenzarzt des Herzoglich Braunschweigischen Contingents im Rang eines Leutnants.

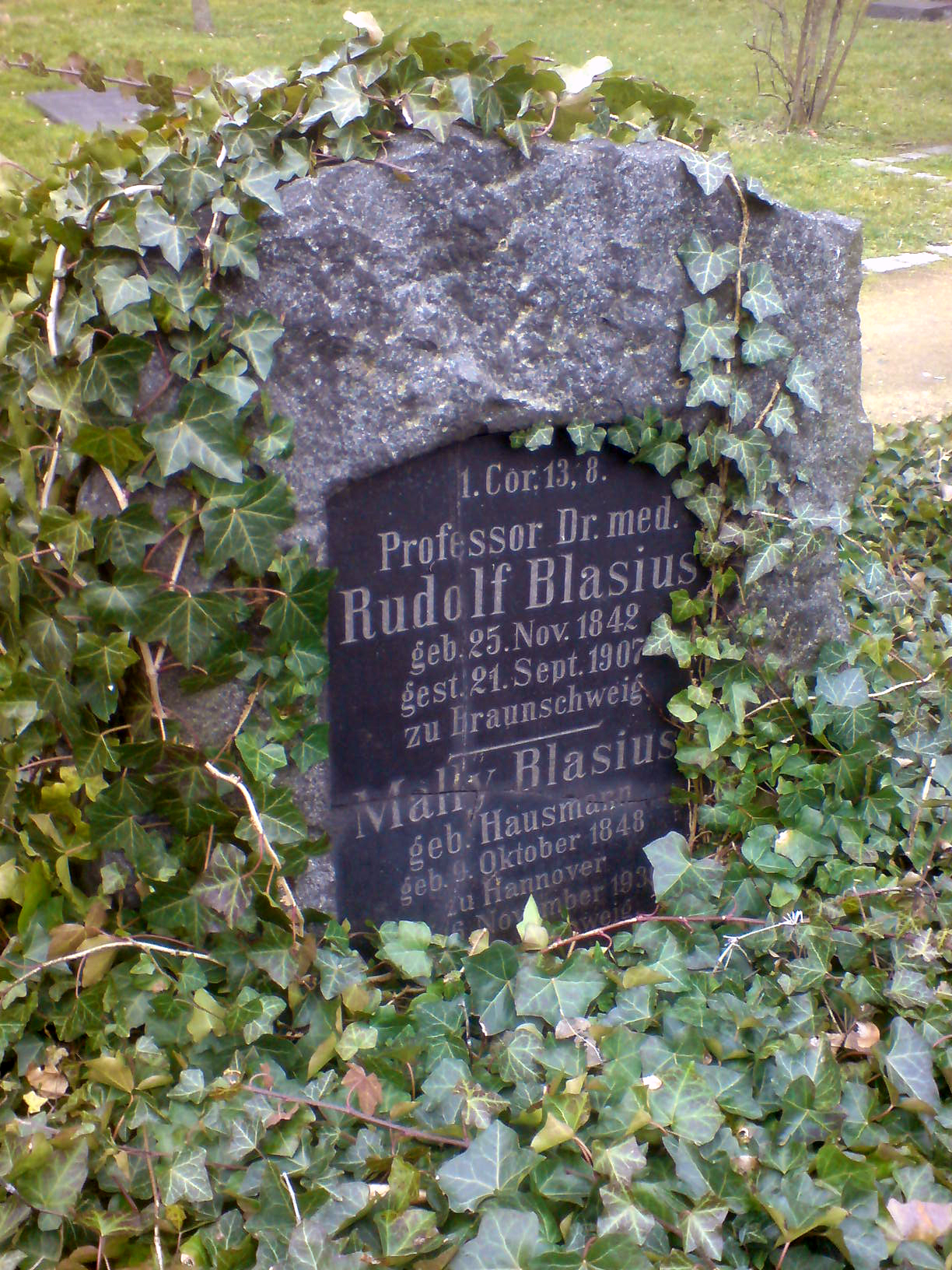
Grabstein der Eheleute Rudolf und Mally Blasius

Am 14. August 1868 heiratete er Mally Hausmann, mit der er zwei Söhne und zwei Töchter hatte. Da seine Ehefrau die Großtochter des Kunstfreundes Bernhard Hausmann aus Hannover war, kam Blasius in den Besitz zahlreicher Kunstwerke, unter anderem von Albrecht Dürer. 1870 wurde er schließlich Stabsarzt in Zabern. Hier machte er auch den Feldzug mit. Später siedelte er nach Braunschweig zurück und arbeitete als praktizierender Arzt. Nach dem Tod seines Kollegen Dr. Reck übernahm Blasius eine neu gegründete Lehrerstelle für Hygiene an der Technischen Hochschule zu Braunschweig. Um sich auf diese Aufgabe vorzubereiten, ging er für einige Monate nach München ans Laboratorium von Max von Pettenkofer. Im Jahr 1882 wurde er zum Mitglied der Gelehrtenakademie Leopoldina gewählt.
Für sein ornithologisches Interesse erkundete Blasius auf all seinen Reisen und Arbeiten stets die unmittelbare Umgebung. Selbst auf seiner Hochzeitsreise bestieg er den Ätna. 1884 wurde Blasius auf dem ersten Internationalen Ornithologischen Kongress in Wien zum Präsidenten des neugeschaffenen Permanenten Internationalen Ornithologischen Komitees gewählt, das heute als International Ornithological Committee bekannt ist. Im Jahr 1900 wurde er Präsident der Deutschen Ornithologen-Gesellschaft.
Blasius starb 1907 an einer Brustfellentzündung. Er wurde auf dem Reformierten Friedhof in Braunschweig beigesetzt. Dort ruhen auch seine Ehefrau Mally (geb. Hausmann, * 9. Oktober 1848 in Hannover, † 16. November 1930 in Braunschweig), seine Eltern und weitere Familienangehörige.

## Ehrungen
Zu den Auszeichnungen, die Blasius erhielt, gehörten unter anderem das Eiserne Kreuz II. Klasse am weißen Bande, das Ritterkreuz I. Klasse des Ordens Heinrichs des Löwen, die Kriegsgedenkmünze für 1870/71 sowie das Ritterkreuz des Ordens vom Zähringer Löwen.

## Werke
- Die Vögel des Herzogthums Braunschweig und der angrenzenden Gebiete. J. H. Meyer, 1886.
- Der Gesundheitszustand der Städte des Herzogthums Braunschweig in den Jahren 1887/88. Meyer, 1889.
- Andreas Johannes Jäckel, Rudolf Blasius: Systematische Übersicht der Vögel Bayerns mit Rücksicht auf das örtliche und quantitative Vorkommen der Vögel, ihre Lebensweise, ihren Zug und ihre Abänderungen. Kommissionsverlag von R. Oldenbourg, 1891.
- Einleitung. Abfuhrsysteme. Trennsysteme. G. Fischer, 1894.
- Rudolf Blasius, F. W. Büsing: Die Städtereinigung. In: Handbuch der Hygiene. Band 2, Teil 1. G. Fischer, 1894.
- Johann Andreas Naumann, Rudolf Blasius, Carl Richard Hennicke: Naturgeschichte der Vögel Mitteleuropas. F. E. Köhler, 1897.
- Heinrich Gätke, Rudolf Blasius: Die Vogelwarte Helgoland. Joh. Heinr. Meyer, 1900.
- Reiseskizzen aus dem Nordwesten Frankreichs, mit besonderer Berücksichtigung der naturhistorischen Sammlungen. In: Journal für Ornithologie. Band 49, 1901, S. 116–156.
- Michel Edmond, Baron de Selys-Longchamps. In: Journal für Ornithologie. Band 49, Nr. 3, Juli 1901, S. 361–381.
- Gustav Radde. In: Journal für Ornithologie. Band 52, Nr. 1, Januar 1904, S. 1–49.
- Rudolf Blasius, H. Gaetke: Die ornithologischen Tagebücher, 1847–1887. Verlag von L.A. Kittler, 1906.